# Акимов, Иван Акимович
Ива́н Аки́мович Аки́мов (22 мая [2 июня] 1754, Санкт-Петербург, Российская империя — 15 [27] мая 1814, там же) — русский живописец и рисовальщик, сторонник классицизма, один из основных петербургских художников екатерининской и павловской эпох, близкий ученик Антона Лосенко; мастер исторической картины и декоратор-монументалист, педагог, один из первых историографов русского искусства. Академик (с 1782; ассоциированный член — «назначенный» с 1778) и директор (1796—1799) Императорской Академии художеств, директор Императорской Шпалерной мануфактуры (с 1791), статский советник.

## Биография
Родился в Санкт-Петербурге, как считается, 22 мая (2 июня)  1754 года; сын наборщика Сенатской типографии Акима Фёдоровича Акимова. В десятилетнем возрасте, после ранней смерти отца и по несамостоятельности матери, написал прошение о приёме в воспитанники Академии художеств.
Акимов обладал преподавательским даром и имел весьма большое влияние на образование русских исторических живописцев, хотя сам не был первоклассным художником, в частности, по своим произведениям ставился ниже своего современника и ученика Г. И. Угрюмова; по определению современного российского графика и теоретика В. Г. Власова, картины Акимова «скучны по цвету и напоминают тускло подкрашенные рисунки». Иван Акимович был, возможно, одним из первых историографов русского искусства. Хорошо известна его статья «Краткое историческое известие о некоторых Российских художниках, „Северный вестник“, СПБ. 1804, ч. 1, № 3.». Занимался также драматической литературой.
Акимов завещал Академии капитал в 15 тысяч рублей ассигнациями на содержание двух стипендиатов его имени.
- В 1764—1773 обучался в Императорской Академии художеств у А. П. Лосенко.
- После получения в 1769 году 2-х серебряных медалей за рисунки с натуры Акимову было задано, в виде программы на большую золотую медаль Академии художеств написать сперва «Крещение Великого князя Владимира», затем «Греческого философа Кирилла, показывающего, по изъяснении разных вер, великому князю Владимиру завесу с изображением Страшного суда»[3].
- В 1772 году получил малую золотую медаль, а картину, исполненную по программе «Великий князь Изяслав Мстисловович, открывающийся любимым воинам, хотевшим убить своего раненного полководца, не узнав его на поле брани под шлемом». В 1773 году за картину «Великий князь Святослав, целующий мать и детей своих по возвращении с Дуная в Киев» Акимов получает большую золотую медаль, вместе с правом на пенсионерскую поездку от Академии художеств. В 1773—1778 как стипендиат от Академии художеств путешествует по Европе. Посетил Париж, Авиньон, Лион, Геную, потом Болонью, учился в болонской Пиоклементинской академии у Гандольфи, копирует картину Гвидо Коньяччи «Лукреция с Тарквинием» и пишет несколько этюдов с картины Доменикино «Мучение св. Агнессы», но ввиду того, что обучение там было поставлено весьма неудовлетворительно — «кроме хороших художественных произведений, в Болоне, нет ни хороших мастеров, ни хороших школ, и что в тамошней Академии рисуют вообще худо, тогда как ему именно нужна столько же хорошая школа, сколько и усердная работа, в виду того, что он часто не может чувствовать и схватывать колорит»[4] Акимов через год перебрался в Рим. Позже, по приказу Академии, возвращается в Болонью, где заканчивает «Прометея, делающего статую по приказу Минервы» (в 1778 году Акимова за эту картину избрали «назначенным» в академики Академии художеств) и работает над картиной «Дидона и Эней, укрывающиеся в пещере от бури». В ноябре 1776 года, после путешествия по Флоренции и посещения Венеции, возвращается в Рим, где написал «Нарцисса, любующегося в воде фонтана», закончил «Дидону и Энея» и работал над картиной «Фавн, забавляющийся с козлёнком». С 1 января 1779 года преподавал в натурных классах в Академии художеств, был помощником профессора Г. И. Козлова. 3 сентября 1782 года был избран академиком в Академию художеств за картину «Самосожжение Геркулеса на костре в присутствии своего друга Филоктета по получении смертоносной одежды от своей бывшей возлюбленной Деянири, похищенной Кентавром Несусом», а 28 июля 1785 года — адъюнкт-профессором Академии. В 1791 году был назначен членом академического совета Академии художеств и, почти сразу, директором Императорской Шпалерной мануфактуры. Преподавал также рисование детям императора Павла I (в том числе великому князю Николаю Павловичу)[5]. По предложению президента Академии Мусина-Пушкина в 1794 году был назначен адъюнкт-ректором, 4 сентября того же года — старшим профессором. 12 января 1796 года избран директором Академии художеств, но уже в январе 1800 года Иван Акимович отказывается от директорской должности[6]. Впрочем, эта должность «в 1799 году, с учреждением должности вице-президента, совсем упраздняется»[7].

Скончался в 1814 году, похоронен под Смоленской церковью.

## Основные работы Акимова
- «Прометей делает статую по приказанию Минервы». 1775. Х., м.. 125 × 93 см. Русский музей, Санкт-Петербург[11];
- «Великий князь Святослав, целующий мать и детей своих по возвращении с Дуная в Киев». 1773. Х., м. 139,5 × 102,5 см. Третьяковская галерея, Москва[12];
- «Геркулес на распутье». 1801. Х., м.. 36 × 27 см. Русский музей, Санкт-Петербург[13];
- «Самосожжение Геркулеса на костре в присутствии его друга Филоктета». 1782. Х., м.. 231 × 165 см. Третьяковская галерея, Москва[14];
- «Сатурн с косой, сидящий на камне и обрезающий крылья Амуру». 1802. Х., м.. 44,5 × 35,5 см. Третьяковская галерея, Москва[15];
- «Святая Клара (Аллегория Веры)». 1776. Х., м.. 104 × 79,5 см. Галерея Синебрюхова, Хельсинки[16].

Среди работ И. А. Акимова у Н. Собко упоминаются также местные образа для Свято-Троицкой церкви в Александро-Невской лавре («Бог Саваоф» над царскими вратами, «Св. Троица» и «Успение Божией Матери» — по бокам их, «Архангелы Гавриил и Михаил» на северных и южных дверях), Михайловского замка (где Акимов написал картины на зеркалах по поручению императора Павла I, а также образ Святой Троицы для замковой церкви), картины: «Князь Рюрик, поручающий при кончине своей сына своего, младенца Игоря, и вместе с ним княжение Олегу» (картина написана для камергера Петра Васильевича Мятлева), «Крещение великой княгини Ольги» и «Новгородцы, ниспровергающие Перуна» (две последние — ныне в Русском музее), «Подвиг знаменосца унтер-офицера Азовского полка Старикова», «Пётр I, пишущий указ Сенату в лагере под Прутом», эскизы образов для Казанского собора («Рождество Богородицы», «Сошествие Св. Духа», «Спаситель» и «Божия Матерь», виньетки к «Описанию Крыма» Сумарокова, рисунки для медалей: с надписью «Отечество за усердие, 1807» и на открытие в Полтаве монумента в память одержанной Петром I победы (1808).
В начале XX века прекрасные рисунки работы Акимова находились в собраниях С. С. Боткина и гр. Е. В. Мордвиновой.

## Галерея

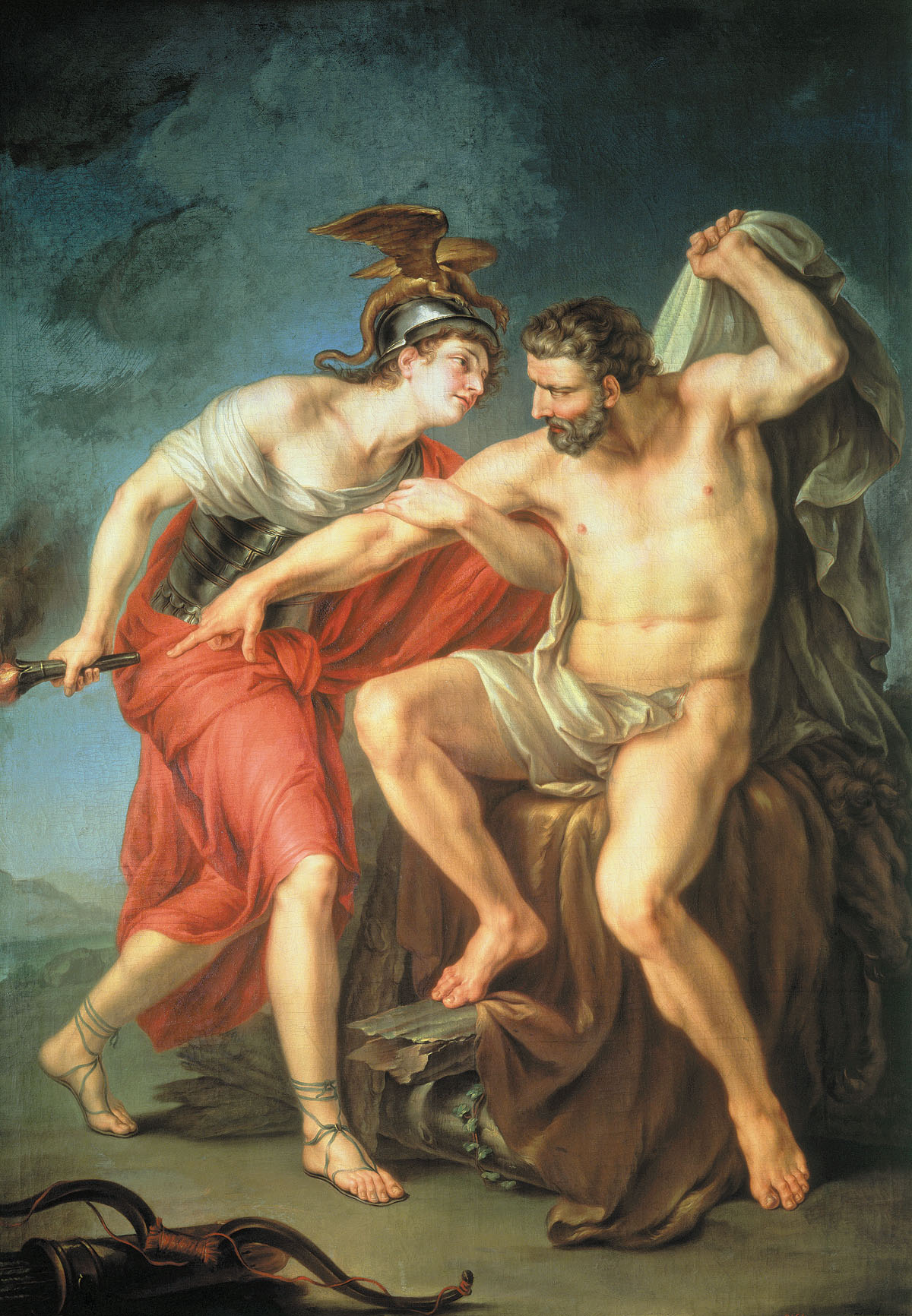
Самосожжение Геркулеса на костре в присутствии его друга Филоктета (1782)
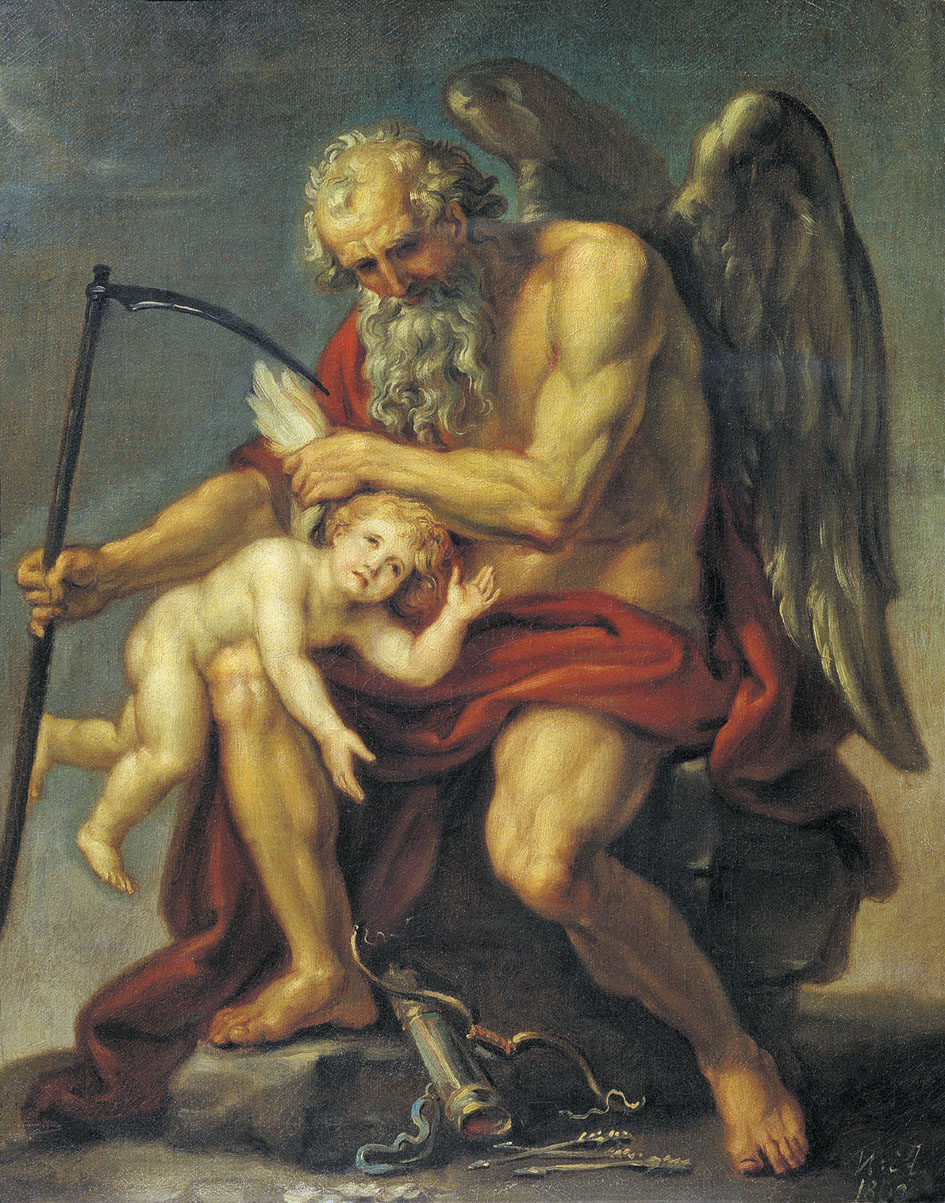
Сатурн с косой, сидящий на камне и обрезающий крылья Амуру (1802)
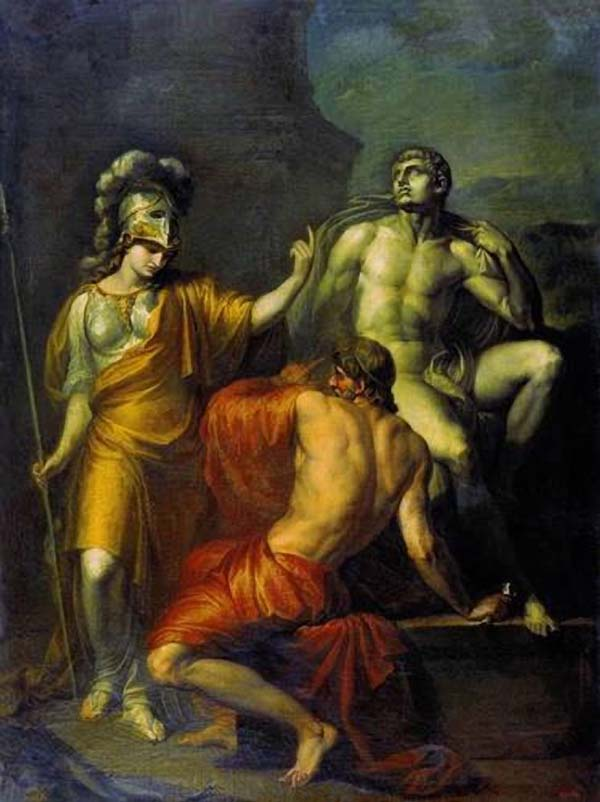
Прометей делает статую по приказанию Минервы (1775)
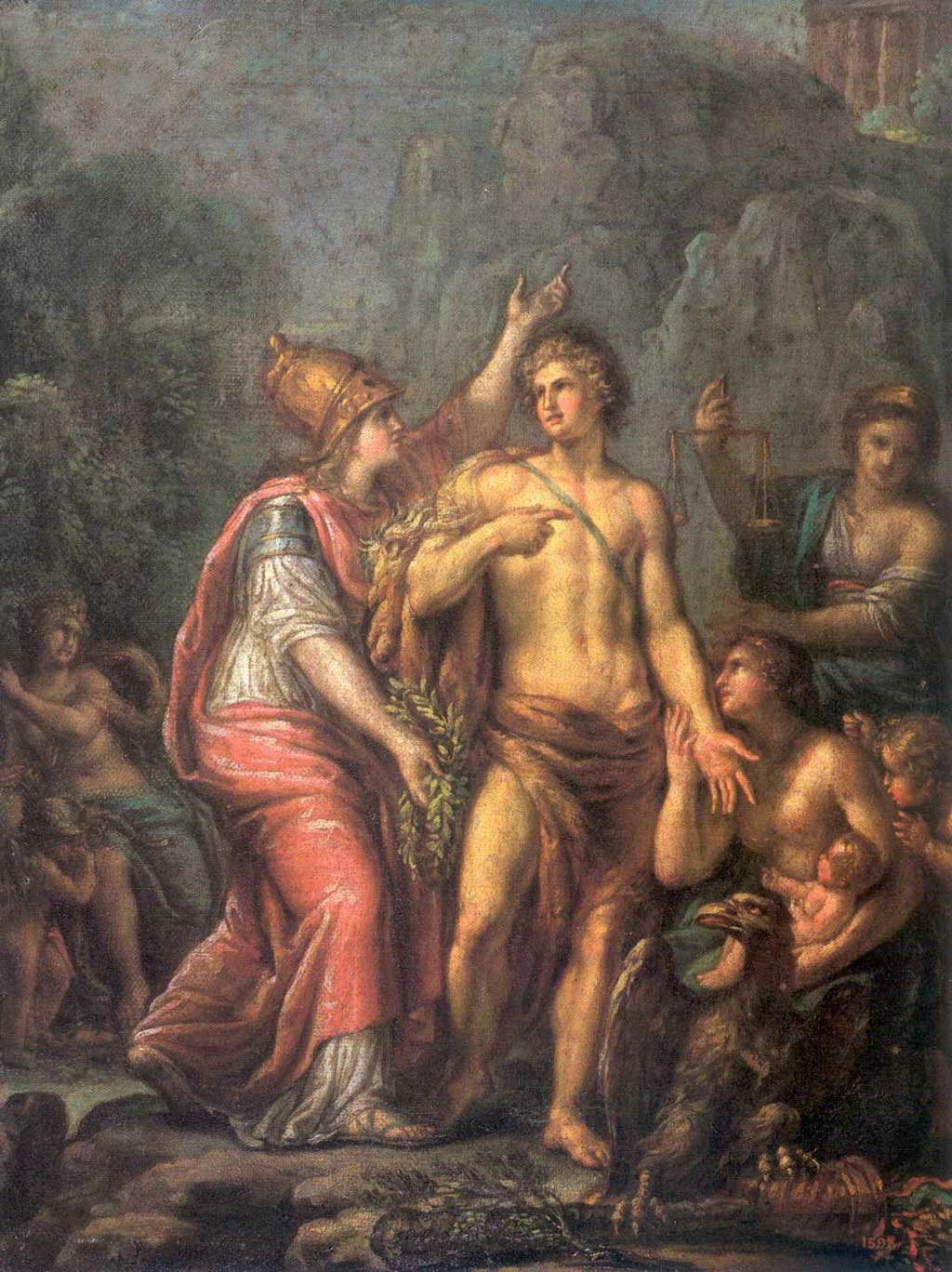
Геркулес на распутье (1801)
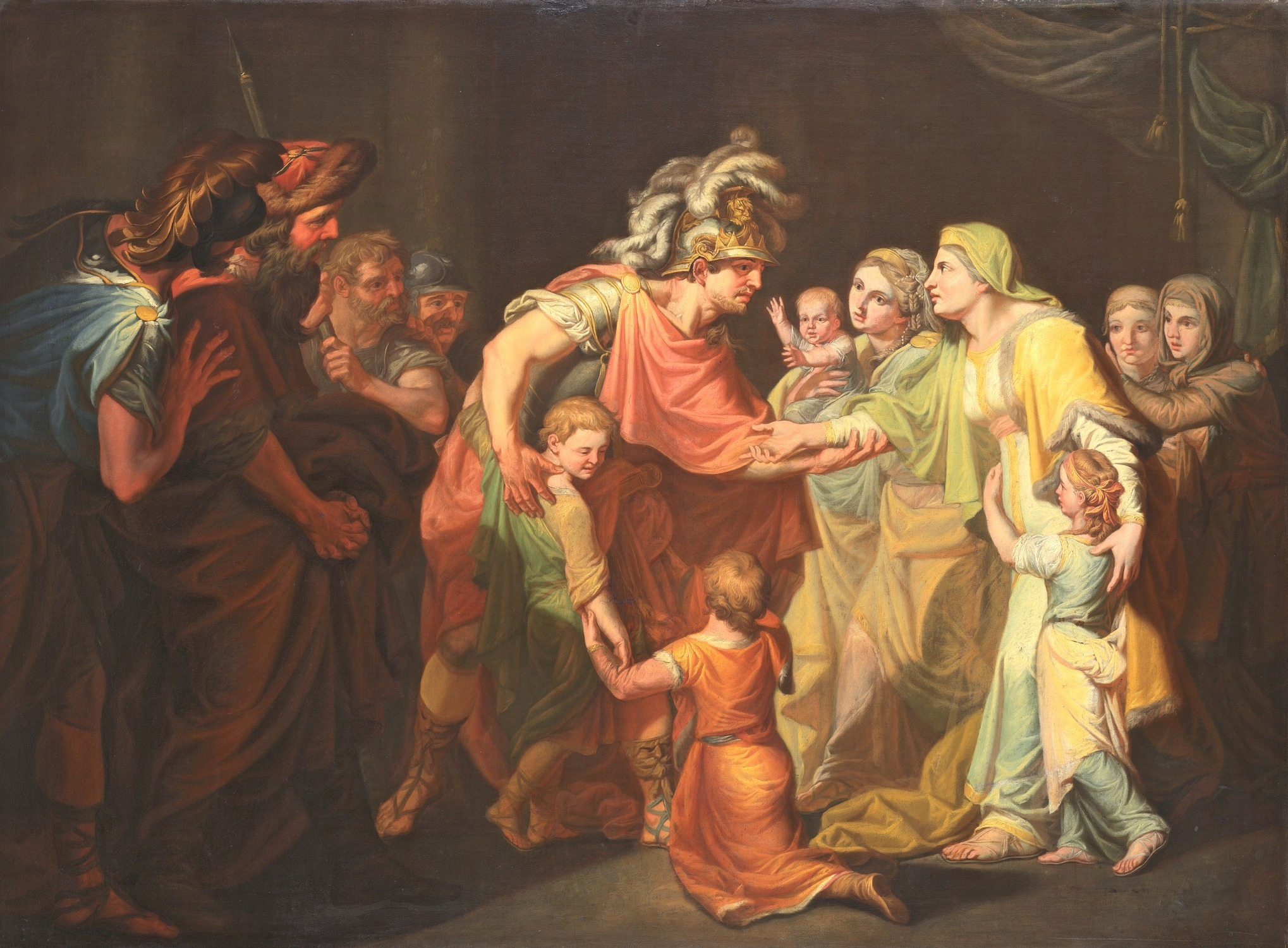
Великий князь Святослав, целующий мать и детей своих по возвращении с Дуная в Киев (1773)

## Публикации текстов
- Акимов И. А. Краткое историческое известие о некоторых российских художниках / известия сии сообщены от адъюнкт-ректора Императорской Академии художеств, статского советника и кавалера Акимова // Северный вестник. — СПб. : Имп. типография, 1804. — Ч. 1. — С. 212–215, 348–358. — Указ. в: Кауфман, 1955, с. 429, № 1073.